# Mario Kummer
Mario Kummer (ur. 6 maja 1962 w Suhl) – niemiecki kolarz szosowy i torowy, do zjednoczenia Niemiec reprezentujący barwy NRD, mistrz olimpijski oraz trzykrotny medalista mistrzostw świata.

## Kariera
Pierwszy sukces w karierze Mario Kummer osiągnął w 1980 roku, kiedy zdobył srebrny medal w indywidualnym wyścigu na dochodzenie podczas torowych mistrzostw świata juniorów. Rok później wystartował na szosowych mistrzostwach świata w Pradze, gdzie wspólnie z Berndem Droganem, Falkiem Bodenem i Olafem Ludwigiem zdobył złoty medal w drużynowej jeździe na czas. Wynik ten Niemcy z Kummerem w składzie powtórzyli na igrzyskach olimpijskich w Seulu w 1988 roku oraz rok później, podczas mistrzostw świata w Chambéry. W pierwszym przypadku partnerowali mu Uwe Ampler, Maik Landsmann i Jan Schur, a w 1989 roku Amplera zastąpił Falk Boden. W międzyczasie razem z Uwe Amplerem, Uwe Raabem i Danem Radtke wywalczył brązowy medal w tej samej konkurencji na mistrzostwach świata w Colorado Springs w 1986 roku. Poza tym wygrał między innymi: Tour de Normandie w 1984 roku, Rheinland-Pfalz-Rundfahrt w 1987 roku, Grand Prix de Waregem w 1989 roku, Rund um die Hainleite w 1981 i 1986 roku oraz Tour de Wallonie w latach 1984 i 1987. Kilkakrotnie startował w Giro d’Italia, Tour de France i Vuelta a España, ale nie odnosił sukcesów. W 1997 roku zakończył karierę.